# Cabera bilineata
Cabera bilineata är en fjärilsart som beskrevs av Galvagni 1928. Cabera bilineata ingår i släktet Cabera och familjen mätare. Inga underarter finns listade i Catalogue of Life.